# Андраш Тома
Андраш Тома (угор. Toma András; в полоні Томаш Андріанович Андріаш; 5 грудня 1925 , Уйфехерто, Угорщина — 30 березня 2004, Ньїредьгаза, Угорщина) — угорський військовополонений, який провів 53 роки у психіатричній лікарні СРСР/Росії.

## Ранні роки. Полон
Народився 5 грудня 1925 року в угорському місті Уйфехерто. В 17 років добровільно зголосився піти в армію Угорщини, що воювала на боці нацистської Німеччини. Потрапив на Східний фронт. На території Польщі потрапив у радянський полон. До січня 1947 року знаходився в таборі для військовополонених Ленінградської області. Військовополонені перед репатріацією були спрямовані вглиб Росії з метою «підлікувати і підгодувати» їх. Багато хто, не витримавши тривалого шляху в умовах холодної російської зими, вмирали в вагонах. Ймовірно, саме це вплинуло на психіку Андраша. У місці призначення — селі Тарасови Кіровської області помітили дивацтва в поведінці Тома Андраша і відправили його в психіатричну лікарню міста Котельнич. Коли в тому ж 1947 угорських солдат повертали на батьківщину, то про Андраша забули. Так він залишився в психлікарні на 53 роки свого життя.

## Лікарня (1947—2000)
В госпіталі поводився неправильно. Висловлював маячні думки, їв погано, вночі не спав, на запитання не відповідав, плакав, приймати ліки відмовлявся.
У перші роки в психлікарні Тома Андраш був не єдиним військовополоненим. Був надзвичайно замкнутий. У перші роки навіть агресивний. Російську мову вивчити не прагнув. З російських слів вживав часто лише один «Не кричи!» (Не кричи!), коли з ним намагалися вступити в контакт. Єдиною близькою людиною Андраша в психлікарні був місцевий сантехнік Геннадій, який був алкоголіком. Геннадій зумів знайти спільну мову з Андрашем і навчив його ремонтувати каналізацію.
Тома Андраш дуже багато курив. В старості це стало причиною ампутації ноги.

## Останні роки. повернення
В 1990-ті рр. новий головний лікар психлікарні Юрій Петухов звертався в Угорський Червоний хрест, однак угорські чиновники проявили до проблеми військовополоненого повну байдужість.
Доленосним моментом в житті Тома Андраша стало знайомство головлікаря Пєтухова з новим директором місцевої дитячої колонії Карлом Карловичем Моравчика — словаком за національністю, який раніше жив в Угорщині і досконало володіє угорською мовою. Моравчик став відвідувати Андраша і зміг вступити в контакт з ним. Пізніше про Андраша показали репортажі по російським федеральним телеканалам, а потім і угорським. Тільки тоді ним зацікавилися в Угорщині.
Після повернення з полону жив у дружини свого брата, отримував пенсію, був підвищений у званні до старшого сержанта.